# Radići (żupania istryjska)
Radići – wieś w Chorwacji, w żupanii istryjskiej, w gminie Sveti Lovreč. W 2011 roku liczyła 19 mieszkańców.